# Thomas Melvill
Pour les articles homonymes, voir Melvill et Melville.
Thomas Melvill (ou Melville, ou encore Melvil), né en 1726 à Monimail dans le Fife en Écosse et mort en décembre 1753 à Genève, est un physicien et philosophe naturaliste écossais connu notamment pour avoir mis en évidence la  raie spectrale jaune du sodium.

## Biographie
Thomas nait dans le village de Monimail d'un père pasteur protestant, le révérend Andrew Melvill, et d'Helen Whytt. Son frère, Robert Melville, né le 5 ou le 12 octobre 1723, a trois ans à la naissance de Thomas et suit des cours au lycée de Leven puis à l'université de Glasgow. Sa sœur Jean Melvill, née en 1721 (baptisée le 17 novembre 1721), meurt à 29 ans le 30 décembre 1750. Tomas descendait d'une lignée de nobles écossais, les Melvilles de Carnbee (en).
Thomas devient étudiant à l'université de Glasgow dès 1739 et reçoit une bourse où il suit des études de théologie de 1748 à 1749 après un Master of Arts passé en 1744. Là-bas il se fait remarquer pour ses talents en mathématiques et fait la connaissance de l'astronome Alexander Wilson, qui est son professeur et avec lequel il entretient de proches relations. Pressenti pour une chaire à l'université il ne réussit cependant pas à obtenir celle de langues orientales en 1750, mais brille malgré tout par ses études scientifiques dans un milieu essentiellement philosophique. Il fréquenta de plus John Anderson (en) avec qui il participe à un club de Glasgow nommé le Considerable Club dont l'objet était de revoir et discuter des cours qui étaient dispensés.
Il termine sa vie à Genève en tant que tuteur itinérant en décembre 1753.

## Études et découvertes
Sa proximité avec le professeur Wilson le mène à étudier l'Optique et notamment les théories de Newton à propos des couleurs. En outre, il se consacre avec lui à l'étude de l'atmosphère, en mesurant sa température à différentes altitudes à l'aide de cerfs-volants, activité qui mobilise beaucoup le duo.
À propos des couleurs, il donne lecture de deux de ses papiers face à la Medical Society of Edimburgh les 3 janvier et 7 février 1752. Dans ces articles figurent sa découverte principale sur la raie du sodium.
Sa découverte de la raie du sodium, bien que rédigée en 1752, est publiée en 1756 dans un document posthume où il discute de ses observations :

« J'ai examiné la constitution de ces différentes lumières (des flammes de lampes à pétrole remplies d'alcool mêlé  à des sels dissous) avec un prisme et ai vu que toutes sortes de rayons étaient émis, mais pas en quantités égales ; le jaune étant largement plus intense que le reste assemblé. »

— Thomas Melvill, Edinburgh Phys. Lit. Essays, 1752, 2, 36.

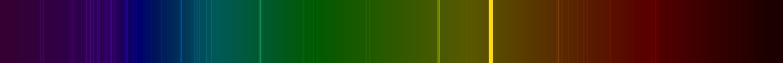
Le spectre du sodium, avec le doublet jaune vif découvert par Melvill.

Ses expériences sont menées sur de multiples sels, dont des sels d'ammoniac, de la potasse, de l'alun, de la nitre et du sel de mer, et il observe une prédominance constante de cette lumière jaune.
En tant que physicien, Melvill est un tenant de la théorie corpusculaire de la lumière, comme Newton et est ainsi considéré comme étant un des « Newtoniens écossais » de l'époque. Plutôt original dans ses démarches et raisonnements, il discute dans ses travaux de la chaleur, des particules matérielles, de l'attraction et de la répulsion.
Parmi ses autres recherches il effectue aussi des études sur le problème de la dispersion des verres en astronomie en 1753, théorisant contrairement à Newton que la dispersion n'est pas due au fait que les particules de lumière de différentes couleurs ont différentes tailles mais qu'elles ont différentes vitesses. Cette théorie se heurte néanmoins à des observations contradictoires de James Short sur les anneaux de Jupiter à la demande de la Royal Society. En effet si les particules de lumière rouge vont plus vite que le reste alors un satellite blanc émergeant de derrière un corps massif serait apparu rouge en premier, mais ce n'est pas l'observation faite sur un satellite de Jupiter.
Malgré la contradiction de sa prédiction avec l'observation, l'hypothèse de Melvill sur la vélocité des particules de lumière n'est pas abandonnée, même après sa mort, et en 1784, John Robison reconsidère l'hypothèse pour l’approfondir car elle lui semble plus plausible que les autres.

## Positions philosophiques
Melvill, en tant que philosophe naturaliste, émet aussi plusieurs théories et idées philosophiques. Sur l'imagination, il distingue ainsi cinq types d'imagination :
1. L'imagination bornée par les sensations,
2. l'imagination lorsqu'elle est focalisée sur des objets non réels (comme les objets mathématiques),
3. l'imagination sur la réminiscence des choses passées,
4. l'imagination inattentive aux sensations,
5. l'imagination sans contrainte des sensations (comme dans les rêves).

Ce qui était une réflexion alors assez inédite sur les origines des rêves.

## Articles et ouvrages
- (en) « Discourse concerning the cause of the different refrangibilities of the rays of light », Philosophical Transactions, vol. 48,‎ 1753, p. 261-270[ark 1]
- (en) « Observations on light and colours », Essays and observations, physical and literary, read before a society in Edinburg, and published by them, vol. 2,‎ 1756, p. 12-90[ark 2]
- (en) « An essay on dreaming, or the state of the mind in sleep », The scots magazine,‎ septembre 1749, p. 442-446